# 松坂雅治
松坂 雅治（まつさか まさはる、1949年8月16日 - ）は、日本の元俳優、演劇プロデューサー。本名同じ。

## 来歴・人物
北海道出身。劇団世代出身、五五の会設立メンバー、銀座セゾン劇場制作部長、松竹パフォーマンス取締役演劇制作室室長。1970年代にテレビドラマを中心に活動し、ウルトラシリーズや仮面ライダーシリーズなどの特撮ドラマでは常連ゲストとして活躍した。1974年には『ウルトラマンレオ』（TBS）にて、宇宙パトロール隊・MACの白土隊員役でレギュラー出演。ウルトラシリーズにおいては、いずれも悲劇的な役柄を演じていた。

## 出演

### テレビドラマ
- 凍った花（1971年、CX）
- だから大好き! 第6話「コートで恋のキューピット!」（1972年、NTV）
- 刑事くん（TBS）
  - 第1部 第38話「警察犬物語」（1972年） - 前川進一
  - 第3部 第27話「愛の沈黙」（1973年）
  - 第4部 第41話「城南署の花嫁」（1975年）
- 仮面ライダーシリーズ（MBS）
  - 仮面ライダー（1972年）
    - 第62話「怪人ハリネズラス 殺人どくろ作戦」 - アベック ※ノンクレジット
    - 第90話「恐怖のペット作戦 ライダーS・O・S!」 - ゲルショッカー工作員

  - 仮面ライダーV3 第40話「必殺! V3マッハキック!!」（1973年） - 小川辰夫
  - 仮面ライダーストロンガー 第4話「悪魔のオートバイ 暴走作戦!!」（1975年） - 黒薔薇団員
- 特別機動捜査隊（NET）
  - 第556話「若い男と女の坂道」（1972年） - 男
  - 第581話「蒼い性」（1972年） - 伊原
  - 第606話「愛と憎しみの湖」（1973年） - 清水
  - 第628話「猫」（1973年） - 敏男
  - 第645話「ある女子高生 異常の愛」（1974年） - 加藤
  - 第659話「俺が愛した女だ!!」（1974年） - 砂田正
  - 第700話「復讐の追跡」（1975年） - 上林刑事
- ミラーマン（1972年、CX）
  - 第32話「今救え! 死の海 -シーキラザウルス登場-」 - インベーダー
  - 第40話「インベーダー移住作戦」 - 峰村
- ウルトラシリーズ（TBS）
  - ウルトラマンA 第21話「天女の幻を見た!」（1972年） - シンイチ
  - ウルトラマンタロウ 第42話「幻の母は怪獣使い!」（1974年） - 島田タツオ
  - ウルトラマンレオ 第6・17 - 19・25 - 40話（1974年 - 1975年） - 白土純
- ロボット刑事（1973年、CX）
  - 第8話「雷が殺した?!」 - 秋月一郎
  - 第23話「センスイマン 水中の恐怖!!」 - 学生
- まごころ 第20話（1973年、TBS） - 河村英次
- 流星人間ゾーン 第24話「針吹き恐獣ニードラーを倒せ!」（1973年、NTV） - 若社長
- 旗本退屈男 第13話「殺しのからくり」（1973年、NET）
- 高校教師 第3話「家庭教師はお呼びじゃない」（1974年、12ch）
- 右門捕物帖（1974年、NET）
  - 第15話「殺しの株札」
  - 第21話「脱走」
- アイフル大作戦 第56話「卒業式・サヨナラ涼子という女」（1974年、TBS）
- 若い!先生（1974年、TBS） - 山本
- 太陽にほえろ! 第115話「一枚の名刺」（1974年、NTV） - 安西次郎
- おんな浮世絵・紅之介参る! 第24話「処刑四半刻前」（1975年、NTV）
- 夜明けの刑事 第24話「ふるさとの母に向って走れ!」（1975年、TBS）
- ザ★ゴリラ7 第24話「オホーツクから来た男」（1975年、NET） - 暴走族メンバー
- 新宿警察 第18話「お茶汲み刑事」（1976年、CX）
- 土曜ワイド劇場 / 化粧台の美女（1982年、ANB）

### 映画
- 裸の十九才（1970年、東宝）